# Cephalocyclus pullatus
Cephalocyclus pullatus är en skalbaggsart som beskrevs av Schmidt 1913. Cephalocyclus pullatus ingår i släktet Cephalocyclus och familjen Aphodiidae. Inga underarter finns listade.